# 今井彩乃
今井 彩乃（いまい あやの、1980年 - ）は、イギリス・ロンドン出身のイラストレーター、絵本作家。

## 略歴
小5から中2の終わりまでをアメリカ・コネチカット州、カリフォルニア州で過ごす。その後、武蔵野美術大学で日本画を専攻。
イタリア・ボローニャ国際絵本原画展に、2003,2004,2005,2006,2009,2012年度入選。出品をきっかけに海外ではじめての絵本が出版された。
「MOE絵本屋さん大賞2010」　新人賞を獲得。
「この絵本が好き！」（平凡社 - 2011年）国内絵本ベスト１を獲得。
『くつやのねこ』（BL出版）が2011年スロバキアのブラティスラヴァ世界絵本原画展「子ども審査員賞」を受賞。

## 主な作品
- 'The 108th Sheep'（Bloomsbury - イギリス 2006年） 2003年ボローニャ国際絵本原画展入選作品。6ヶ国にて翻訳出版されている。文溪堂より日本語版を出版　邦題『108ぴきめのひつじ』。
- 'CHESTER'（minedition - 香港 2007年）2006年ボローニャ国際絵本原画展入選作品。6ヶ国にて翻訳出版されている。BL出版より日本語版を出版　邦題『チャッピイの家』。
- 'Wie Niklas ins Herz der Welt geriet'（Bloomsbury - ドイツ 2008年）文：Gert Scobel ドイツ語のみ出版
- 『いなかのネズミとまちのネズミ』（岩崎書店 2009年） 文：蜂飼耳
- 'Puss&Boots'（minedition - 香港 2009年）2009年ボローニャ国際絵本原画展入選作品。5ヶ国にて翻訳出版されている。邦題『くつやのねこ』をBL出版より出版。
- 『イソップ物語-13のおはなし』（BL出版 2012年）
- 'While He Was Sleeping'（minedition - 2013年）2004年ボローニャ国際絵本原画展入選作品。2014年BL出版より日本語版を出版　邦題『ベルナルさんのぼうし』。たねやグループ発行冊子に書き下ろした絵本を出版。
- 邦題『めぐる森の物語』(BL出版 2018年)、'Forest Dream'（minedition - 2018年）

- CDアルバム『SEIZA』のジャケット画（sweet boon music 2010年） artist： Smoked Salmon Railway Machine（ゴンザレス三上 from ゴンチチ×辻コースケ）